# Stirling Mortlock

a Compétitions nationales et continentales officielles uniquement.

b Matchs officiels uniquement.
Dernière mise à jour le 24 décembre 2014.
Stirling Austin Mortlock, né le 20 mai 1977 à Sydney, est un joueur de rugby à XV, international australien évoluant au poste de trois-quarts centre.

## Carrière

### En club
Il débute au club de Gordon RFC, dans le nord de Sydney, et dispute le Shute Shield. Il est appelé par les ACT Brumbies en 1998 pour jouer dans le super 12. Mortlock débute dans la compétition contre les Waratahs. Depuis 2004, il est capitaine des Brumbies et aussi le meilleur buteur de tous les temps de la franchise australienne. Avec 1 013 points à la fin de la saison 2009 de Super 14, il devient le meilleur marqueur du Super 14 en dépassant la barre des 1 000 points mais Daniel Carter fait mieux le 10 avril 2010 en atteignant la barre des 1 022 points inscrits. Depuis, le Néo-Zélandais reste devant.

### Équipe nationale
Il joue pour l'équipe d'Australie des moins de 19 ans (1996) puis celle des moins de 21 ans (1997-1998), avant d'effectuer son premier match avec les Wallabies en 1997, et son premier test-match en 2000 contre l'équipe d'Argentine à Brisbane. Mortlock se distingue pendant la coupe du monde 2003 en marquant un essai de 80 m en demi-finale contre les All Blacks. Il fait partie de l'équipe vaincue par l'Angleterre en finale. L'autre grand moment de sa carrière est d’avoir réussi la pénalité à la fin d’un match des Tri-nations (2000) qui a donne le titre à l'Australie. En 2000, il a réalisé l’exploit de marquer au moins 20 points pendant quatre test-matchs consécutifs. En 2006, il devient le 73e capitaine de l'équipe d'Australie. Mortlock est le meilleur buteur des Wallabies lors de la coupe du monde de rugby 2007. Sa dernière sélection avec l'équipe d'Australie remonte à 2009 lors d'un match face à l'Afrique du Sud.

## Palmarès

### En franchise
- Vainqueur du Super 14 en 2001 et 2004
- Finaliste du Super 14 en 2000 et 2002

### En équipe nationale
- Vainqueur du Tri-nations en 2000 et 2001
- Finaliste de la coupe du monde 2003

## Statistiques en équipe nationale
- 80 sélections de 2000 à 2009.
- 489 points.